# 下马塘街道
下马塘镇，是中华人民共和国辽宁省本溪市南芬区下辖的一个乡镇级行政单位。

## 行政区划
下马塘镇下辖以下地区：
下马塘社区、施家村、马家村、太平山村、沈家村、程家村、下马塘村、爱国村、金家村和下马塘生产工业区社区。